# John Hawkes
John Hawkes, pseudonimo di John Marvin Perkins (Alexandria, 11 settembre 1959), è un attore statunitense.

## Biografia
Noto per aver interpretato Bugsy in La tempesta perfetta di Wolfgang Petersen e il mercante ebreo Sol Star nella serie della HBO Deadwood, ha interpretato il ruolo di Greg Penticoff nella prima stagione di 24. A parte la sua carriera cinematografica, è un membro del gruppo musicale King Straggler, con gli amici attori Rodney Eastman e Brentley Gore.
Nel 2011 si aggiudica un Independent Spirit Award e riceve la candidatura all'Oscar, come miglior attore non protagonista; ai Golden Globe e agli Screen Actors Guild Award, per la sua interpretazione nel film Un gelido inverno. Nel 2013 riceve il plauso della critica interpretando il ruolo del protagonista in The Sessions - Gli incontri, da cui si aggiudica un secondo Independent Spirit Award come migliore attore protagonista e riceve la candidatura al Golden Globe come miglior attore in un film drammatico e agli Screen Actors Guild Award come migliore attore protagonista.

## Filmografia parziale

### Cinema
- Scuola di polizia (Police Academy), regia di Hugh Wilson (1984)
- D.O.A. - Dead on Arrival (Dead on Arrival) (1988)
- La grande promessa (Johnny Be Good), regia di Bud S. Smith (1988)
- Se hai un dubbio...prendine due (1988)
- Ragazzo chiamato Dakota (1988)
- Rosalie va a far la spesa (Rosalie Goes Shopping), regia di Percy Adlon (1989)
- Freaked - Sgorbi (Freaked), regia di Alex Winter (1993)
- Omicidi di provincia (Flesh and Bone), regia di Steve Kloves (1993)
- Congo, regia di Frank Marshall (1995)
- Dal tramonto all'alba (From Dusk till Dawn), regia di Robert Rodriguez (1996)
- Solo se il destino ('Til There Was You), regia di Scott Winant (1997)
- Playing God, regia di Andy Wilson (1997)
- Steel, regia di Kenneth Johnson (1997)
- Fast Food (Home Fries), regia di Dean Parisot (1998)
- Rush Hour - Due mine vaganti (Rush Hour), regia di Brett Ratner (1998)
- Incubo finale (I Still Know What You Did Last Summer), regia di Danny Cannon (1998)
- Da ladro a poliziotto (Blue Streak), regia di Les Mayfield (1999)
- La tempesta perfetta (The Perfect Storm), regia di Wolfgang Petersen (2000)
- Hardball, regia di Brian Robbins (2001)
- Identità (Identity), regia di James Mangold (2003)
- Me and You and Everyone We Know, regia di Miranda July (2005)
- Miami Vice, regia di Michael Mann (2006)
- American Gangster, regia di Ridley Scott (2007)
- Wristcutters - Una storia d'amore (Wristcutters: A Love Story), regia di Goran Dukić (2007)
- S. Darko, regia di Chris Fisher (2009)
- Un gelido inverno (Winter's Bone), regia di Debra Granik (2010)
- Un amore alle corde (Small Town Saturday Night) (2010)
- Contagion, regia di Steven Soderbergh (2011)
- La fuga di Martha (Martha Marcy May Marlene), regia di Sean Durkin (2011)
- Lincoln, regia di Steven Spielberg (2012)
- The Sessions - Gli incontri (The Sessions), regia di Ben Lewin (2012)
- The Playroom, regia di Julia Dyer (2012)
- Arcadia, regia di Olivia Silver (2012)
- Scambio a sorpresa - Life of Crime (Life of Crime), regia di Daniel Schechter (2013)
- Low Down, regia di Jeff Preiss (2014)
- Too Late, regia di Dennis Hauck (2015)
- Everest, regia di Baltasar Kormákur (2015)
- Niente cambia, tutto cambia (The Driftless Area), regia di Zachary Sluser (2015)
- Tre manifesti a Ebbing, Missouri (Three Billboards Outside Ebbing, Missouri), regia di Martin McDonagh (2017)
- In viaggio verso un sogno - The Peanut Butter Falcon (The Peanut Butter Falcon), regia di Tyler Nilson e Michael Schwartz (2019)
- End of Sentence, regia di Elfar Adalsteins (2019)

### Televisione
- Dolce veleno (Sweet Poison), regia di Brian Grant - film TV (1991)
- Nails: un poliziotto scomodo - film TV (1992)
- Un medico tra gli orsi (Northern Exposure) - serie TV (1992)
- Le avventure di Brisco County Jr. (The Adventures of Brisco County, Jr.) - serie TV (1993)
- Cool and the Crazy, regia di Ralph Bakshi – film TV (1994)
- In diretta con la morte - film TV (1994)
- Il tocco di un angelo (Touched by an Angel) - serie TV (1995)
- Roadracers, regia di Robert Rodriguez - film TV (1995)
- Terra promessa (Promised Land) - serie TV (1996)
- Millennium - serie TV (1996)
- Pacific Blue - serie TV (1997)
- E.R. - Medici in prima linea (ER) - serie TV (1997)
- The Naked Truth - serie TV (1997)
- Buffy l'ammazzavampiri (Buffy the Vampire Slayer) – serie TV, episodio 2x19 (1998)
- Più forte ragazzi (Martial Law) - serie TV (1999)
- X-Files - serie TV, episodio 6x18 (1999)
- 24 - serie TV (2001)
- Taken - miniserie TV (2002)
- Deadwood – serie TV, 36 episodi (2004-2006)
- Detective Monk (Monk) – serie TV, episodio 6x13 (2008)
- Lost – serie TV, episodi 6x01-6x02-6x05 (2010)
- Eastbound & Down – serie TV, 11 episodi (2009-2012)
- Too Old to Die Young - serie TV, 5 episodi (2019)
- Deadwood - Il film (Deadwood: The Movie), regia di Daniel Minahan – film TV (2019)
- True Detective – serie TV, 6 episodi (2024)

## Doppiatori italiani
Nelle versioni in italiano delle opere in cui ha recitato, John Hawkes è stato doppiato da:
- Stefano Benassi in American Gangster, Contagion, Lincoln, Too Old to Die Young
- Christian Iansante in Solo se il destino, Playing God, Scambio a sorpresa - Life of Crime
- Alessandro Quarta in Rush Hour - Due mine vaganti, The Sessions - Gli incontri, Low Down
- Riccardo Rossi in Hardball, Identità
- Alberto Bognanni in Deadwood, True Detective
- Davide Lepore in Lost, Me and You and Everyone We Know
- Federico Danti in Wristcutters - Una storia d'amore, S. Darko
- Gaetano Varcasia in Un gelido inverno, La fuga di Martha
- Roberto Gammino in Da ladro a poliziotto, Niente cambia, tutto cambia
- Fabio Boccanera in X-Files
- Massimo Lodolo in Dal tramonto all'alba
- Loris Loddi in Millennium
- Simone Mori in Incubo finale
- Sandro Acerbo in La tempesta perfetta
- Nino D'Agata in CSI - Scena del crimine
- Fabrizio Vidale in 24
- Franco Mannella in Taken
- Marco Balzarotti ne La banda del porno - Dilettanti allo sbaraglio!
- Massimo De Ambrosis in Miami Vice
- Oreste Baldini in Detective Monk
- Mauro Gravina in Everest
- Gianluca Tusco in Tre manifesti a Ebbing, Missouri
- Matteo Zanotti in In viaggio verso un sogno - The Peanut Butter Falcon

## Riconoscimenti (parziale)
- Premio Oscar
  - 2011 – Candidatura al miglior attore non protagonista per Un gelido inverno
- Golden Globe
  - 2013 - Candidatura al miglior attore in un film drammatico per The Sessions - Gli incontri
- Critics' Choice Awards
  - 2013 - Candidatura al miglior attore per The Sessions - Gli incontri
- Independent Spirit Awards
  - 2011 - Miglior attore non protagonista per Un gelido inverno
  - 2012 - Candidato al miglior attore non protagonista per La fuga di Martha
  - 2013 - Migliore attore protagonista per The Sessions - Gli incontri
- Screen Actors Guild Award
  - 2013 - Candidatura al migliore attore protagonista per The Sessions - Gli incontri